# 林齊 (密西西比州)
林齊（英語：Rienzi）是位於美國密西西比州奧爾康縣的城鎮。

## 人口
根據2020年美國人口普查的數據，林齊的面積為2.57平方千米，皆為陸地。當地共有人口281人，而人口密度為每平方千米109人。